# Roger Ford
Roger Ford (geb. vor 1968) ist ein Szenenbildner.

## Leben
Ford begann seine Karriere als Szenenbildner 1968 in London bei der BBC und wirkte in dieser Zeit an Fernsehproduktionen wie Doctor Who mit. Ab Anfang der 1970er Jahre war er als Bühnen- und Kostümbildner für ABC Television in Sydney tätig. Dort leitete er auch einige Jahre die Design-Abteilung. 1987 begann er für Filmproduktionen zu arbeiten und war ab 1991 zumeist zusammen mit Kerrie Brown tätig; bis 2002 waren sie gemeinsam an fast 40 Film- und Fernsehproduktionen beschäftigt. Für den Familienfilm Ein Schweinchen namens Babe waren sie 1996 gemeinsam für den Oscar in der Kategorie Bestes Szenenbild nominiert, die Auszeichnung ging in diesem Jahr jedoch an Restoration – Zeit der Sinnlichkeit.
Daneben war Ford zwischen 1987 und 2002 bei manchen seiner Filme neben dem Szenenbild auch als Kostümbildner tätig, darunter Das Jahr meiner ersten Liebe, Flirting – Spiel mit der Liebe und Ein Schweinchen namens Babe. Ford war mehrfach für Auszeichnungen des Australian Film Institute nominiert und konnte vier Mal den Australian Film Institute Award gewinnen.

## Filmografie (Auswahl)
- 1987: Das Jahr meiner ersten Liebe (The Year My Voice Broke)
- 1991: Flirting – Spiel mit der Liebe (Flirting)
- 1994: Verführung der Sirenen (Sirens)
- 1995: Ein Schweinchen namens Babe (The Sheep Pig)
- 1998: Schweinchen Babe in der großen Stadt (Babe: Pig in the City)
- 2000: Mission: Impossible II
- 2003: Peter Pan
- 2005: Die Chroniken von Narnia: Der König von Narnia (The Chronicles of Narnia: The Lion, the Witch and the Wardrobe)
- 2008: Die Chroniken von Narnia: Prinz Kaspian von Narnia (The Chronicles of Narnia: Prince Caspian)
- 2009: Maos letzter Tänzer (Mao’s Last Dancer)
- 2012: The Raven – Prophet des Teufels (The Raven)
- 2018: Peter Hase (Peter Rabbit)

## Nominierungen (Auswahl)
- 1996: Oscar-Nominierung in der Kategorie Bestes Szenenbild für Ein Schweinchen namens Babe